# سایبو گس
سایبو گس (انگلیسی: Saibu Gas) شرکت گاز ژاپنی است، که در سال ۱۹۳۰ تأسیس شد.